# Thomson Kibet Cherogony
Thomson Kibet Cherogony (* 12. November 1978) ist ein kenianischer Marathonläufer.
2006 wurde er Vierter beim Halbmarathon-Bewerb des Nairobi-Marathons.
Im Jahr darauf gewann er bei seinem Debüt über die Volldistanz den Enschede-Marathon und wurde Zwölfter beim Amsterdam-Marathon.
Einem siebten Platz beim Reims-Marathon 2008 folgte 2009 ein elfter beim Rom-Marathon und ein Sieg beim Bilbao-Marathon.
2010 stellte er beim Madrid-Marathon mit 2:11:27 h einen Streckenrekord auf.

## Persönliche Bestzeiten
- Halbmarathon: 1:01:56 h, 29. Oktober 2006, Nairobi
- Marathon: 2:10:45 h, 19. Oktober 2008, Reims